# Noguera Pallaresa
El río Noguera Pallaresa es un río de España, del noreste de la península ibérica, que nace en los Pirineos y es afluente del río Segre, a su vez afluente del río Ebro. Su curso transcurre íntegramente por la provincia de Lérida (Cataluña). Fue la vértebra principal del Pallars (condado formado por las actuales comarcas del Pallars Sobirá y Pallars Jussá). Actualmente, es un río conocido por sus aguas bravas en su cabecera, en las que se puede hacer rafting y piragüismo. La localidad de Sort, que es atravesada por él, alberga el Rally Internacional de la Noguera Pallaresa, que se celebra desde la década de 1960.[cita requerida]

## Geografía

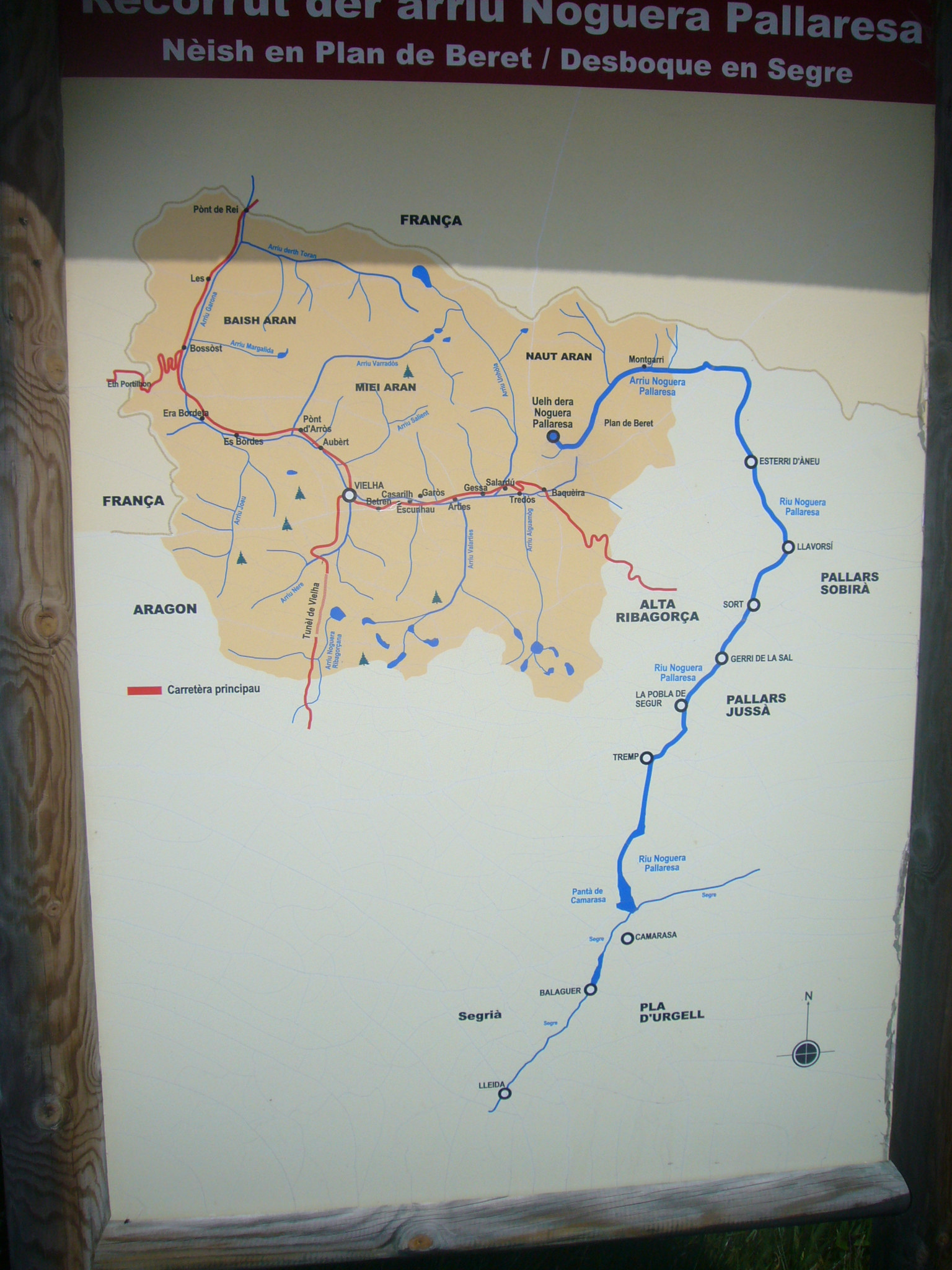
Mapa del río Noguera Pallaresa.

El río Noguera Pallaresa nace en Pla de Beret, en el valle de Arán, a pocos metros del nacimiento del río Garona. A diferencia de su río hermano, que se dirige hacia el océano Atlántico, el Noguera Pallaresa se dirige inicialmente hacia al noreste por el municipio de Alto Arán, pasa por Montgarri, y atraviesa Pallars hacia el sur, primero Pallars Sobirá (atravesando los pueblos de Esterri de Aneu, Llavorsí, Sort y Gerri de la Sal), y tras atravesar el congosto de Collegats, el Pallars Jussá (atravesando los pueblos de Puebla de Segur y Tremp), donde se le unen los ríos Escrita y Flamisell tras pasar Puebla de Segur. El Noguera Pallaresa es históricamente el eje de comunicación principal y alrededor del cual se articula la vida de estas comarcas. Desemboca en la orilla derecha del Segre pocos kilómetros tras abandonar las comarcas que le dan nombre, por el desfiladero de Terradets, que atraviesa la sierra del Montsec, justo antes de llegar al embalse de Camarasa (en la comarca de Noguera, en la provincia de Lérida). Tiene 154 kilómetros de longitud.

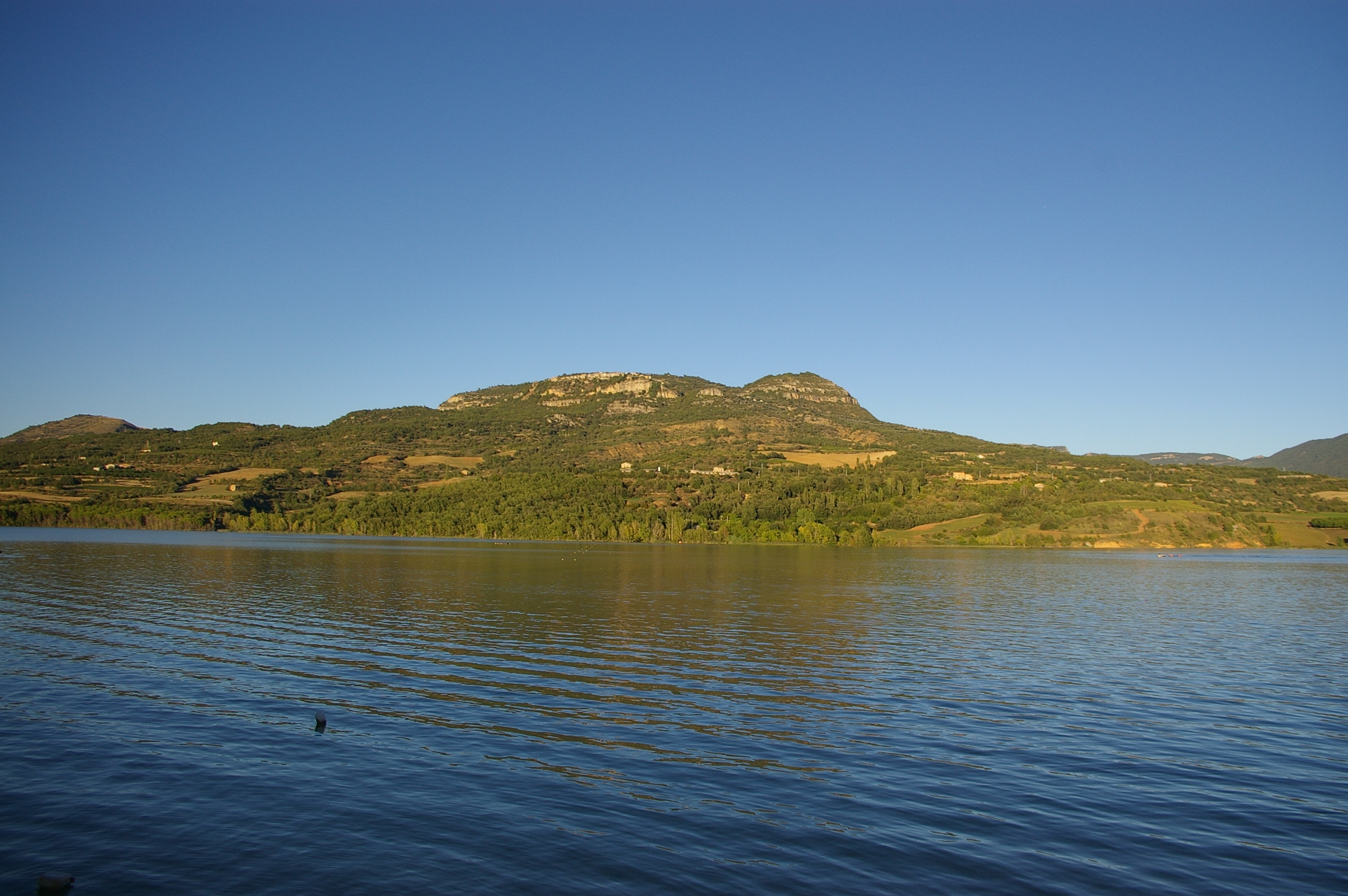
Río Noguera Pallaresa a su paso por Cellers, en el pantano de Terradets.